# Đội tuyển bóng đá bãi biển quốc gia Quần đảo Cook
Đội tuyển bóng đá bãi biển quốc gia Quần đảo Cook đại diện Quần đảo Cook ở các giải thi đấu bóng đá bãi biển quốc tế và được điều hành bởi Hiệp hội bóng đá Quần đảo Cook, cơ quan quản lý bóng đá ở Quần đảo Cook.
Tính đến hiện tại, Quần đảo Cook mới chỉ 1 lần tham dự giải vô địch của bóng đá bãi biển ở châu Đại Dương, Giải vô địch bóng đá bãi biển châu Đại Dương, năm 2006.

## Thành tích
- Thành tích tốt nhất tại Giải vô địch bóng đá bãi biển châu Đại Dương: Hạng tư
  - 2006

## Đội hình hiện tại
Chính xác tính đến tháng 9 năm 2006.
Ghi chú: Quốc kỳ chỉ đội tuyển quốc gia được xác định rõ trong điều lệ tư cách FIFA. Các cầu thủ có thể giữ hơn một quốc tịch ngoài FIFA.
| Số | VT | Quốc gia | Cầu thủ                    |
| -- | -- | -------- | -------------------------- |
| 1  |    |          | Rouruoaroa Une             |
| 2  |    |          | John Pareanga (đội trưởng) |
| 3  |    |          | Eugene Tattuava            |
| 4  |    |          | Grover Harmon              |
| 5  |    |          | Teariki Mateariki          |

| Số | VT | Quốc gia | Cầu thủ         |
| -- | -- | -------- | --------------- |
| 6  |    |          | Paavo Mustonen  |
| 7  |    |          | Ruatoto Henry   |
| 8  |    |          | Eddie Brogan    |
| 9  |    |          | Tereapii Angene |
| 11 |    |          | Anonga Tisam    |